# Le Cas du docteur Laurent
Le cas du Docteur Laurent è un film del 1957 diretto da Jean-Paul Le Chanois.

## Trama
Il dottor Laurent per motivi di salute, lascia Parigi e si trasferisce in un piccolo paese nell'entroterra delle Alpi Marittime, a Saint-Martin-Vésubie per sostituire il dottor Bastid. Lauret, darà in seguito agli abitanti del paese consigli sul parto indolore.